# 豊中アリス
豊中 アリス（とよなか ありす、1997年7月3日 - ）は、日本のAV女優。元ジールグループ所属。2023年2月4日、自身の新しいツイッターで豊岡 さつき（とよおか さつき、1997年7月3日 - ）への改名と、アトラクティブへの移籍を報告。

## 略歴・人物
長野県出身。趣味は歌うこと・音楽鑑賞、特技は人の顔を覚えること。
2017年11月、SODクリエイトの「キミホレ」レーベルの専属女優としてデビューした小柄なロリ系AV女優。
“人に見られたい”という興味本位から自ら応募してAV女優となった。
2019年2月23日、『BWP NEXT01』にてプロレスデビュー。
2019年10月、ゲオTV×メンズサイゾー ADULT AWARD 2019・タイニーガール部門にノミネート。二つ名は「視覚過敏ガール」。
2020年11月27日、クラブチッタ川崎で行われた「LADY MADONNA-拡大版-I saw her standing there～その時ハートは盗まれた～」では亜矢みつき、岬あずさとのユニット「あわびスプラッシュ～In The Sky～」を結成、歌唱。オリジナル曲を披露した。
2021年「あわびスプラッシュ～in the sky～」を正式スタート。1月24日、東京・レフカダで単独ライブ『あわびスプラッシュ～in the sky～初単独イベント！～ライブハウス武道館ことレフカダへようこそ（仮～）』を開催し、1stシングル「ALCOHOL」のMVを公開[14]。
同年7月、東京・レフカダで「あわびスプラッシュ〜in the sky〜」による2回目となる定期イベント「あわスプ定期イベント!〜武道館ことライブハウスレフカダへようこそ（仮）」の開催[15]やクラウドファンディングによるプロジェクト[16]などユニットによる活動も並行して行っている。
2022年6月26日、セカンドシングル発売に合わせ、同グループ再始動を報告。
2022年10月に事務所を離れて以降は「とよちゃん」「とよ」と名乗っている。
2023年2月4日、豊岡 さつきに改名と同時に出身地を北関東と公表した。
2023年5月より如月ゆのとトークイベント「豊ちゃんゆのちゃんごきげんナ・イ・ト」を定期開催している。
2023年6月20日、「あわびスプラッシュ～in the sky～」としてライブを行い、イベント売上の一部を「未来支援委員会」を通じ感染症予防、啓蒙団体に寄付した。
2024年3月31日、赤羽Enabでのライブをもって、「あわびスプラッシュ～in the sky～」を解散。メンバー2人のAV女優引退に伴い、あわびスプラッシュとして出演していたコンテンツ、イベントは豊岡が引き継ぎ、いずれは新体制でグループを復活させたい意向を表明した。

## 出演作品

### アダルトDVD
- 豊中アリス AV DEBUT 大勢の人に見られると思うだけで興奮します（11月16日、SODクリエイト）
- 視線を想像して濡れるキミにもっと恥ずかしいコトさせてみたい… はじめてづくしのエッチな強化合宿で変態開花 マ○コがぷっくり膨張するほどイキまくり3本番!（12月21日、SODクリエイト）

- 大乱交調教で変態覚醒! キモおじさんの家に預けられた視線濡れするパイパン美少女（1月25日、SODクリエイト）
- 「見られると思うだけで興奮します…中にください。」 待望の中出しセックス初解禁（2月22日、SODクリエイト）
- 120%リアルガチ軟派伝説 vol.58 in 京都（3月16日、プレステージ）
- 清純女子校生、実はパイパンど変態だった件（4月13日、S級素人）※「ありす」名義
- 「コインランドリーで居眠り女子と二人きり♡ 無防備パンチラを見ながらせんずりしているのがバレて怒られるかと思ったら…」 VOL.1（4月26日、DANDY）
- とても小柄で可愛いらしい猫が捨てられてました。 139cm 無毛（5月1日、キチックス）
- ダマでナンパ!! コスプレカフェ店員をその気にさせて中出しSEX!!（5月11日、S級素人）
- ［神業］ 青天霹靂輪姦強姦 煩悩具足万歳 139cm34kgみゆ（5月12日、FIRST STAR）※「みゆ」名義
- 肉欲に堕ちる母娘家庭 育ててくれた母の為に若い躰を欲しがるゲス野郎の腐れチ○ポを自ら咥え込み肉奉仕する可憐な娘（5月24日、ヒビノ）
- 『神・展・開!!』 9 偶然見かけた「目が奪われる瞬間」に、その後があるとしたら…。（5月25日、MAGIC）
- 【本性淫乱】 看護師の抑えきれない性欲の獲物になっちゃった俺（5月24日、AKNR）
- 声も出せずクンニに悶える人妻介護（5月25日、マドンナ）
- 過激な裏オプが話題の妹カフェ猥褻映像、店長が自らの借金に困って流出!! 4時間（5月27日、FIRST STAR）
- マジックミラー号 女子○生限定! 豪華 撮りおろし2タイトル収録8時間! 田舎&都会で見つけた制服美少女総勢15人全員SEX成功&オール顔射スペシャル!（6月7日、SODクリエイト）※「あかね」名義
- 就活中の女子大生を極上娼婦として生涯雇用（6月7日、AKNR）
- 逸材!! ド素人の人妻は、従順発情ペット（6月25日、ビッグモーカル）
- 女子旅 003 女友達二人のプライベート自撮り撮影旅行―。（7月27日、ゴーゴーズ）※「ユズ」名義　共演:ナオ
- 下着の代わりに絆創膏を貼っているパイパンレイヤーのコスプレ中出し合宿（8月10日、BAZOOKA）共演:永井みひな、優木カリナ、七瀬あいり
- ラブラブオナニーサポート 貴方が大好き♡（8月13日、アロマ企画）
- 突然パンチラで挑発されてこっそりシゴいちゃった僕。 その16（8月13日、アロマ企画）
- 韓国・中国・台湾/東アジア少女たちと異文化交姦日記 極東極秘撮影 4名出演（9月1日、キチックス）
- 「手錠の鍵をチ○ポに付け拘束された男子を見つけた女教師は勃起しても発情せずにいられるか?」 VOL.1（9月6日、DANDY）
- つるつるオマ●コくぱぁ パイパン女子校生中出し白書（9月14日、BAZOOKA）
- 腰ふり騎乗位で騎乗(の)られちゃった僕。 2（9月14日、アロマ企画）
- ボクを男として全くみていない女友達は終電を乗り過ごすといつもボクの家にお泊まり&宅飲みしにやって来る!!全くボクを男としてみてくれないからいくら酔っていてもエッチな雰囲気にならない!悔しい!!ただただボクの家は便利なホテル代わりになっているだけ!しかも家での宅飲み代もいつもボク持ち!!ただの便利屋!!このままでは悔しい!!一泡吹かせたい!! だから飲み物に睡眠薬を混ぜて眠らせていままでのお代をしっかりと体で回収させて頂きました!!終わった後はキチンと服を着させているので全くバレていません!!（9月19日、お夜食カンパニー）
- 口内・ベロ・接吻（9月20日、アキノリ）
- 恥ずかしいけど敏感すぎてアソコが濡れちゃう女の子（10月13日、S-Cute）
- むちむちデカ尻 神ブルマ（10月25日、親父の個撮）
- 家に女が来る確率0%の童貞男子応援企画! 高校生向け 家庭教師にガチ電話して、現役女子大生を自宅に招き一か八かの性教育&筆おろしをお願いしてみませんか? Hな質問攻めに面食らって真っ赤になるうぶでかわいい先生とファーストキス&おっぱいモミモミ&ピンクま○こ舐め&生唾フェラ&生挿入生中出しで奇跡の童貞卒業することはできるのか!?（10月26日、赤面女子）
- 一般男女モニタリングAV 女子○生限定高額アルバイト企画! 学校帰りに声をかけた有名進学校に通う素人女子○生をインタビュー中にノンストップザーメンぶっかけ! 合計49発 溜まりにたまった濃厚精子を大量に浴びせられて制服・髪・顔まで精子でべっとり! うぶなＪ○オマ○コに大人のデカち○ぽをねじ込みザーメンまみれSEX!!（11月7日、DEEP'S）
- 寝取らせ検証 『綺麗な裸を残しておきたい』メモリアルヌード撮影で共演した夫よりも若いモデルの他人棒を見て愛液を垂らした妻はその後、SEXしてしまうのか? VOL.7（11月8日、コスモス映像）※「みさと」名義
- AJOI応援Ver. 女の子に優しく励まされながらオナニーできるDVD（11月13日、アロマ企画）
- おっぱいモミモミ!お尻スリスリ! 女子●生限定! カラダを触った痴漢男を当てろ! 痴漢したのは誰だ!?クイズ（11月19日、ATOM）
- 「許して…中だけは…」 父に犯され続けた娘の近親相姦映像記録（11月23日、I.B.WORKS）
- 青春時代宣言!! おっぱい見ないでぇぇ!触るのはいいですけど… 激的美少女ありすちゃん（12月1日、AV）※「ありす」名義

- コスプレイベントの会場のトイレで僕の後に入ってきたヤツの様子がおかしい… 個室は全て故障中、小便器の前で何やらモジモジ、異変を感じ股間を見るとチ○チンがない!?! 「女子トイレに行け!」と言うと「オ、オレ男だから!」と言い張りながらも無念のお漏らし!そんな状態にソソられ興奮した僕が小さな胸を触ってしまうと「男だよ、やめろよ…」と吐息交じりで感じ出す…そのままコスプレ女子とエッチしちゃいました!!（1月10日、SOSORU×GARCON）
- 妄想アイテム究極進化シリーズ TSFYA レンタル憑依ボディ始めました。 今日はどの娘にしようかな?AVみたいにお店で異性のカラダを借りてオナニーして返却!（1月24日、ROCKET）共演:瀬戸すみれ、相澤ゆりな、川越ゆい
- ♂のオナニーを見るだけで高額報酬!? ぷち援活女子。（2月15日、プレステージ）
- 妹の水着撮影会で稼ぐ兄。 優良顧客には裏サービスとしてお触り禁止を解除!さらには盗撮映像をAV化させてしまう鬼畜兄。（2月19日、お夜食カンパニー）
- 今日これから…君の乳首、犯しにイクね♡（3月1日、ドリームチケット）
- BWP バトルワールドプロレスリング Vo.20 新たなる息吹（3月1日、バトル）共演:野々宮みさと
- 巨乳メガネ娘 本屋追いかけ回し中出し痴漢（3月7日、アパッチ）
- 聖マン汁接吻女子学院（3月25日、アロマ企画）共演:桐谷なお、日葵あやか、芹沢ゆうり
- 新 淫乱淫語ディルドオナニー スケベ汁でおま○こグッチョグチョ!（3月25日、アロマ企画）
- ザ・面接 VOL.161 裏まん女子とか結婚して一度も挿入されていない奥さんとか（3月30日（レンタル）、アテナ映像）
- スク水妹と一緒にお風呂!! いつの間にか成長していた妹のふくらみに我慢できず勃起! 普段家では子供っぽい妹には興味がないと思っていたのに、ある時、妹がお風呂に乱入!スク水を着てやって来て、背中を流すと言ってきた!普段はそんなこと言わないのに…。どうやら友達とプールに行くための夏の新作水着をおねだり。妹は偶然なのかわざとなのか胸を押し当てて体を洗ってくるので、もう興奮してしまいいけないと思いつつもボクの股間はフル勃起状態。隠していたけど当然、隠し切れず妹にバレてしまった!気持ち悪がられると思ったら初めは恥ずかしがって目を逸らしていた妹はチラチラと勃起チ○ポを見てきて徐々に興奮しだした!我慢できなくなった妹は勃起チ○ポに手を伸ばしてきて…。（4月7日、Hunter）
- 義母の超敏感生乳首をこねくり回したらエビ反りながら連続爆イキ!! 突然、ボクに若くて綺麗な義母が出来た!!しかも父親とは早くもSEXレスらしくて2年近くエッチしていないみたいで超欲求不満状態!!そんな義母は普段から油断しているからなのか浮きブラで乳首丸見え!!パンチらもありますが!!とにかく浮きブラがすごくて乳首から目が離せません!当然、生乳首を見ていたら勃起してしまうボク。毎日のように勃起していたらさすがに義母にバレてしまいヤバイと思ったけど義母も久しぶりに見た男の勃起チ○ポに怒るどことか大興奮!!逆にボクのチ○ポを求めてきた!!とにかくずっと触りたかった乳首をいじり回したら腰を浮かせエビ反り状態で何度も激イキ!!ボクのチ○ポが勃起しなくなるまで何度も中出しさせられました!（4月7日、Hunter）
- 混浴露天風呂に女性客5人と男はボク1人 2（4月11日、アイエナジー）共演:水谷あおい、芹沢ゆうり、鈴木ちひろ、天希ユリナ
- 新入生歓迎!宅飲み泥酔連続中出し輪姦 6人SP!（4月19日、アパッチ）共演:夏原唯、七海ゆあ、香苗レノン、五十嵐星蘭、北川りこ
- 新 田舎のお嬢様学校の女子○生をさらってレイプ、射精直前に「お前より可愛い娘を今すぐ電話で呼ばないと中出しするぞ」と脅して友達を連れてこさせてその娘もレイプ、そして結局全員にナマ中出し! 2（4月25日、サディスティックヴィレッジ）
- 54分間ノンストップ撮影、ノーカット編集で中出し31連発に長時間お掃除フェラとぶっかけ16連発!!（8月1日、FSナイツビジュアル）
- 秘密の1日デート 10 豊中アリス（8月2日、フルセイル）
- 小便寝取り妻 豊中アリス（9月1日、OFFICE K’S）
- 小便ガールズバー（9月7日、犬）
- 2画面で見るパンティの濡れゆく過程が良くわかる 濡れ染み本気オナニー（10月13日、アロマ企画）
- ワレメ強調ローションぬるぬるパンティ素股（10月25日、アロマ企画）
- パンチラ好きな人もきっと満足! パンツに開けた穴から指入れGスポットオナニー（10月25日、アロマ企画）
- センズリ用 シコシコしながらじっくり見れるパイパンおま○ことアナル（11月25日、アロマ企画）

- しゃがんだお尻の穴の収縮とシワの本数までバッチリ分かるアナルひくひくオナニー（1月13日、アロマ企画）
- 催眠凌辱 上巻 豊中アリス vs 催眠術師RED 催眠の国のアリス（2月25日、ヒプノシスRASH）
- 天上アナルファッカーしょうこさんの熱血献身肛門指導 豊中アリス（2月25日、えむっ娘ラボ）
- 小便飲みまくり! W飲尿アナルレズビアン 赤渕蓮 豊中アリス（3月25日、OPERA）
- 催眠凌辱 下巻 豊中アリス vs 催眠術師RED 仮想現実に閉じ込められた女（3月25日、ヒプノシスRASH）
- 交際禁止校で違反した生徒 彼氏の目の前で胸糞NTR（4月9日、AKNR）
- 罪づくりなJ●が俺に中出しを求めてくる（5月21日、AKNR）
- 人気ヘルス嬢だらけの抜き差しバッチリ! 癒しのパイパン裏ヘルス お店に秘密で本番行為OKの裏風俗店 Part2（6月12日、BAZOOKA）
- スカハラオフィス ～糞尿M男調教SPECIAL～ 豊中アリス 葉山るる 山口みき（6月25日、OPERA）
- アリス女王様の調教部屋（7月10日、サロメ）
- ミニマムヒロイン 近未来忍者シノビテクターAlice（7月24日、GIGA）
- 【奇跡】女子校生デリヘルを呼んだらオカズにしてた友達で強制生中出し!! 4（8月14日、BAZOOKA）
- アナル侵入犯 尻穴天使への階段 豊中アリス（9月19日、バミューダ）
- 喪服股縄隷嬢 年若い未亡人と担当編集者 豊中アリス（9月19日、シネマジック）
- 伝説の女超人 シャナン（10月23日、GIGA）
- パンツ越しの素股&尻コキ 接触部がよく見えるように男子もブリーフ着用! Part.4（10月25日、アロマ企画）
- 耳の中にねっとり舌を這わせられながら亀頭の割れ目をまったりしゃぶられ続ける究極の3P焦らされ性感（11月7日、アロマ企画）
- センズリ用 シコシコしながらじっくり見れる女子○生のおま○ことアナル 2（11月7日、アロマ企画）
- イラマチオ 喉奥飼育 豊中アリス（11月19日、ドグマ）
- 女捜査官 アナル強姦 豊中アリス（11月19日、エーゲ）
- 拘束少女 快楽拷問 豊中アリス（12月19日、ドグマ）

- マングリポーズのお尻の穴の収縮とシワの本数までバッチリ分かるアナルひくひくオナニー（2月25日、アロマ企画）
- スパンキングで昇天するボンデージ美女に喉奥ハードイラマをプレゼント ! 3（3月12日、REAL）
- ち○ぽと睾丸をつるつるに剃毛してからたっぷりおしゃぶりしてくれるお姉さんのお仕事（4月13日、アロマ企画）
- 監禁拘束ギャルアナル拷問 豊中アリス（5月20日、グローリークエスト）
- どろーりマン汁垂れ流しピストンオナニー（6月1日、ゑびすさん）
- パンティの中にチ○ポを挟んで射精に導くお姉さん Part.2（6月13日、アロマ企画）
- 恥ずかしいけど感じちゃうアソコを見せあう2人の対面相互愛撫（6月19日、アロマ企画）
- 妄想アイテム究極進化シリーズ 人間を物に変える魔法の筆ペン（6月24日、ROCKET）
- ここは屁の国 オナランド 豊中アリス（8月1日、稀）
- 美女たちの足裏をふやけるまで舐めたい V  夏の浴衣編（8月12日、RADIX）
- ものすごい吸引音の乳首舐め（8月19日、アロマ企画）
- ヒーロー陥落 魔のくのいち三姉妹 シノビレッド完全敗北（8月27日、GIGA）
- おしっこ114連発 98人（9月2日、グローリークエスト）
- Wブーツ痴女に蒸れた足と淫語でシゴかれる僕（10月5日、ゑびすさん）
- 人妻のふともも 気持ちよすぎる腿こき（11月2日、アロマ企画）
- 乳首舐めドキュメントレズ（11月2日、ゑびすさん）
- パンスト越しの足・股間・アナル蒸れ嗅ぎ舐めレズ（11月2日、ゑびすさん）
- 野外露出 全裸羞恥ディルドオナニー（11月16日、ゑびすさん）
- 口臭・唾液臭・ベロ臭を嗅がせ合う鼻舐めレズ（12月7日、ゑびすさん）
- コ○ナ禍で!? 初対面の粘膜接触レズキス（12月21日、ゑびすさん）

- 48時間パンスト履きっぱなしの蒸れた足裏見ながら手コキしてくれる（1月18日、ゑびすさん）
- 挑発レズキス見せつけ染み付きパンティ手コキ（2月1日、ゑびすさん）
- 盗撮盗撮 & 中出し素人娘 媚薬オイルマッサージ VOL.9（3月24日、親父の個撮）

### VR
- 「授業のノート取ってきたよ…ご褒美に…チューしても…いい?」と意中男の子の部屋で何度も何度もキスをせがんでくる尽くしたがりなキス魔JD（3月18日、KMPVR）
- 「貴方が決める超絶かわいいランキング」常に上位を独占するアイドル的存在の3人とまさかの学園祭の出し物を一緒に作成することになったので、僕の家に集まることに。緊張していて作業どころじゃない僕に3人からエッチなプレゼント 豊中アリス 森はるら 枢木あおい（3月30日、kandowVR）
- 可愛い彼女は僕に夢中 見つめ合う対面エッチ（4月21日、ブイワンVR）
- アリスとたっぷりイチャいちゃしようよ♡（5月2日、KMPVR-彩-）
- 足の指からアナルまで下品な音を立てながらねっとりとした舌遣いで僕の全身を舐めるSEX 清楚な美少女と密着しながらグチャグチャになる対面座位でイキまくる! 舐め専用カットあり（5月26日、ブイワンVR）
- BESTサイズ 喘ぎ狂う圧倒的快楽。 痙攣連続激イキ性交。（10月27日、TEPPAN）

- 恥ずかしいけど見られながらオナニー生挿入で勝手に中出し&おねだり中出しでイキまくり!（2月7日、RHB）
- 横領疑惑の経理課OLと声ガマン性交…でも社長室で生はマズくない?（3月20日、ワープエンタテインメント）
- VR ボートデート ボート漕ぎパンチラ HQ（10月18日、ガン見隊）

- アリス女王様の調教部屋（7月9日、サロメ）
- ノーモザイクオナニーVR 女子校生SPECIAL（7月14日、KMPVR）
- 淫音特化で完全没入必至!! ASMR VR（7月18日、KMPVR）
- スカハラオフィス ～糞尿M男調教SPECIAL～ 豊中アリス 葉山るる 山口みき（7月24日、OPERA）
- 密室空間で女上司と二人っきりになった奇跡の夜 豊中アリス（9月4日、KMPVR-bibi-）
- 水風船屋の思い出。 ノーモザイク 超高画質 HQ 4K60p（9月10日、ガン見隊）

- 汚しまくれ。男の生臭い精子を塗りたくれ!! 女子校生に顔射するVR（2月5日、KMPVR）

### イメージDVD
- Alice ラブラブアリスッキー（2018年4月19日、REbecca）

## 書籍・出版

### デジタル写真集
- Alice ラブラブアリスッキー（2019年7月21日、REbecca）

## 出演

### テレビ
- 本音でオナり酒（2020年11月12日、パラダイステレビ）[16]

### 舞台
- GIGAスーパーヒロインライブvol.17（2024年5月11日、東京・from scratch）- ギシギシぷるん/セーラーフリージア 役[17][18]